# Deisswil bei Münchenbuchsee
Deisswil bei Münchenbuchsee is een gemeente en plaats in het Zwitserse kanton Bern, en maakt deel uit van het district Bern-Mittelland.
Deisswil bei Münchenbuchsee telt 84 inwoners.